# Mercurino Arborio Gattinara
Mercurino Arborio di Gattinara (Gattinara, Piamonte, 10 de junio de 1465 - Innsbruck, Tirol, 5 de junio de 1530) fue un político, humanista y cardenal italiano. Marqués de Gattinara. Fue canciller del emperador Carlos V y admirador y defensor de Erasmo de Róterdam, junto con su secretario el erasmista Alfonso de Valdés. Se le considera el más importante de los humanistas que abogaban por la restauración de un imperio romano, cristiano y universal.

## Vida
Hijo primogénito de Paolo Arborio y Felicita Ranzo, ambos provenientes de familias de la pequeña nobleza que se habían dedicado tradicionalmente a profesiones relacionadas con el Derecho, al quedar huérfano de padre a los catorce años fue enviado a Vercelli bajo la tutela de su tío paterno Pietro, que lo encaminó al estudio de la abogacía; posteriormente completó su formación en el Studium de Turín. 
En 1501 la duquesa Margarita de Austria le nombró su consejero. Fue presidente del parlamento de Borgoña (1508). Embajador de Maximiliano I de Habsburgo en Francia y en la Corona de Aragón. Apoyó la candidatura imperial del futuro Carlos V, quien en 1518 le nombró Gran Canciller. Para conseguir la hegemonía en el Imperio, combatió a Francia, que también aspiraba al trono imperial, a través de la alianza con León X (1521) y de la guerra (Pavía, 1525). En 1529, acabada la guerra contra la liga de Cognac, negoció la Paz de Cambrai con Francia, la paz de Barcelona con el Papa Clemente VII y la de Bolonia con Milán y Génova, lo que condujo a la coronación imperial de Carlos V en Bolonia (1530). Como recompensa recibió el capelo cardenalicio y tenía posibilidad de hacerse con el papado, pero murió de una complicación renal de gota, el 5 de junio de 1530 en Innsbruck, de camino a la Dieta de Augsburgo.